# Tracca
Il termine sardo tracca (al plurale traccas) indica un carro decorato in modo sfarzoso e particolare. Le traccas sono infatti dei carri da lavoro che già nel passato venivano addobbati in occasione delle celebrazioni popolari.

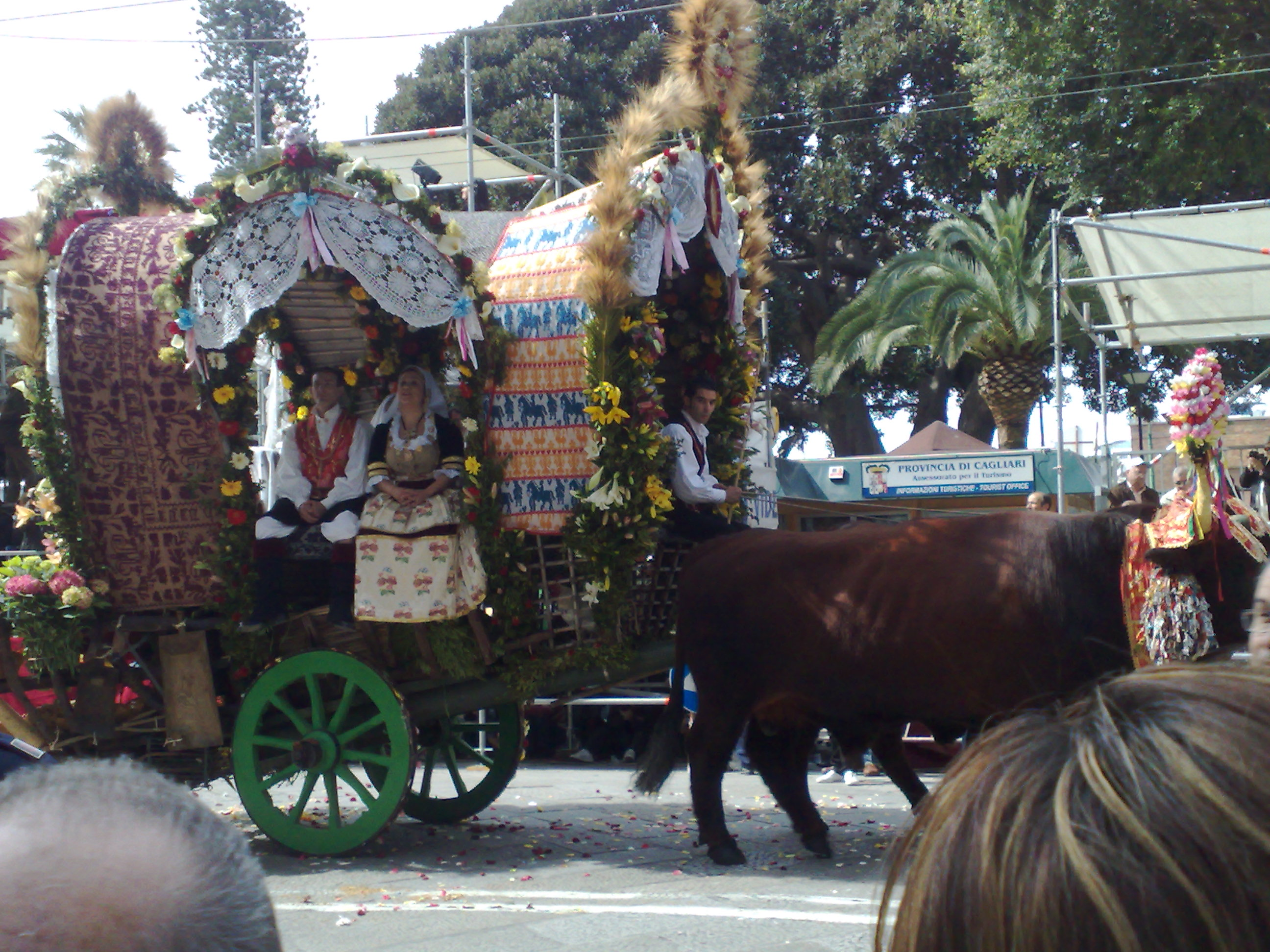
Tracca cagliaritana per Sant'Efisio.

## Descrizione
Esistono particolari stili di addobbo, usati a seconda del tipo di celebrazione. Ogni sagra o festa religiosa impone delle determinate regole da applicare nella costruzione di una tracca: per la sagra di Sant'Antonio di Santadi, per esempio, tutte le traccas devono utilizzare un'intelaiatura a volta a botte che va da una sponda all'altra del carro, la quale viene successivamente coperta da uno strato di teli di plastica, al fine di non rovinare o sporcare le lenzuola bianche o i tappeti fatti al telaio raffiguranti la stessa sagra; talvolta sui lati vengono appesi degli strumenti da lavoro o da cucina.
A Pabillonis is traccas realizzate per la festa in onore di san Giovanni Battista sono addobbate esclusivamente con frasche di ontano, da cui deriva il nome Is carrus de s'àlinu. Il motivo è collegato ad un fatto storico realmente accaduto. Is traccas vengono poi arricchite da oggetti agricoli di vecchio uso, nonché tappeti sardi antichi.
A Serramanna, per la sagra di sant'Isidoro, vengono invece decorati trattori d'epoca con annessi rimorchi, sui quali vengono raffigurate scene di vita quotidiana o di lavori antichi, come il lavoro al telaio, la vendemmia, la raccolta delle olive e la loro molitura, e la preparazione del pane tradizionale su cocoi.
Prima dell'invenzione dei trattori, is traccas che venivano decorate erano sostanzialmente dei carri a buoi con sponde abbastanza alte da reggere l'intelaiatura.